# Liste der Baudenkmäler in Oerath
Die Liste der Baudenkmäler in Oerath enthält die denkmalgeschützten Bauwerke auf dem Gebiet der Stadt Erkelenz im Kreis Heinsberg in Nordrhein-Westfalen (Stand: Oktober 2011). Diese Baudenkmäler sind in der Denkmalliste der Stadt Erkelenz eingetragen; Grundlage für die Aufnahme ist das Denkmalschutzgesetz Nordrhein-Westfalen (DSchG NRW).

| Bild               | Bezeichnung        | Lage                       | Beschreibung | Bauzeit                            | Eingetragen seit | Denkmal- nummer |
| ------------------ | ------------------ | -------------------------- | --- | ---------------------------------- | ---------------- | --------------- |
| Wegekreuz von 1874 | Wegekreuz von 1874 | Oerath Oerath 124 Karte    | Werkstein mit Korpus, Sockel mit Inschrifttafel und Datum | 1874                               | 14. Mai 1985     | 253             |
| Wegekreuz 19 Jh.   | Wegekreuz 19 Jh.   | Oerath Oerath 150 Karte    | Holz mit Korpus | Anfang des 19. Jahrhunderts        | 14. Mai 1985     | 254             |
| a) Wohnhaus        | a) Wohnhaus        | Oerath Oerath 117 Karte    | Wohnhaus Anfang des 20. Jahrhunderts, und nach 1945 verändert; Wohnhaus zweigeschossig in 4 : 4 Achsen; Krüppelwalmdach, Türgewände in Blaustein. | Mitte des 19. Jahrhunderts         | 14. Mai 1985     | 255 a           |
| b) Wohnhaus        | b) Wohnhaus        | Oerath Oerath 119 Karte    | Baujahr: 1830, Kern Mitte des 19. Jahrhunderts, Wohnhaus Anfang des 20. Jahrhunderts, und nach 1945 verändert; Wohnhaus zweigeschossig in 4 : 4 Achsen; links (Nr. 119) Putz Anfang des 20. Jahrhunderts, Krüppelwalmdach, Türgewände in Blaustein, daneben Backstein-Mühlengebäude mit Schornstein, im Torschlussstein die 1830 | 1830                               | 14. Mai 1985     | 255 b           |
| Wohnhaus           | Wohnhaus           | Oerath Oerath 122 Karte    | Vierflügeliger Backsteinhof, Front verputzt, zweigeschossig in elf Achsen mit Tor, Türgewände und Fensterbänke in Blaustein. | Zweite Hälfte des 19. Jahrhunderts | 14. Mai 1985     | 256             |
| Wohnhaus           | Wohnhaus           | Oerath Oerath 185 Karte    | Vierflügeliger Backsteinhof, Wohnhaus zweigeschossig in vier Achsen, um 1900 verputzt, Walmdach, an der Fassade Jahreszahl in Ankersplinten. | 1734                               | 14. Mai 1985     | 257             |
| Wegekreuz          | Wegekreuz          | Oerath Oerath 185 Karte    | Holz mit Korpus | Ende des 19. Jahrhunderts          | 14. Mai 1985     | 258             |
| Wohnhaus           | Wohnhaus           | Oerath Oerath 160 Karte    | Vierflügeliger Backsteinhof, giebelständiges Wohnhaus, zweigeschossig in zwei Achsen, Nebengebäude zum Teil in Fachwerk. | um 1800                            | 14. Mai 1985     | 260             |
| Backsteinhof       | Backsteinhof       | Oerath In Oerath 186 Karte | Backsteinhof mit zwei quadratischen Innenhöfen, Wohnhaus giebelständig, zweigeschossig in 3 : 4 Achsen, an der Fassade die Jahreszahl in Ankersplinten, niedrigere Nebengebäude. | 1869                               | 2. November 1989 | 261             |
| Wohnhaus           | Wohnhaus           | Oerath In Oerath 123 Karte | Beim Wohnhaus „In Oerath 123“ handelt es sich um ein 1756 errichtetes Fachwerkgebäude. Die ursprünglichen Fenster- und Türteilungen einschließlich eines geschnitzten Sturzes über der Hauseingangstür sind auf der Rückseite des Hauses noch vorhanden. Im Inneren ist noch die alte Fachwerkwand deutlich erkennbar. Ein Teil der alten Riegel sind noch erhalten geblieben. In einer 2. Bauphase wurde dann vermutlich um 1800 das Haus zur Straße hin erweitert. Die Erweiterung fand in Ziegel statt und ist am Giebel noch durch alte barocke Giebelabdeckung deutlich erkennbar. Gegen Ende des vergangenen Jahrhunderts fand ein weiterer Umbau des Hauses statt, wobei die neue Außenwand auf der Traufseite wiederum vor dem Gebäude gesetzt wurde, so dass sich jetzt im Inneren des Hauses 2 Fundamente befinden. Die neue Wand enthält 4 Fensterachsen und ist durch das heruntergezogene Dach nur noch eingeschossig. Die hofseitige Fachwerkfassade und die im Haus befindliche ehemalige Fachwerkfassade sind dagegen zweigeschossig. In der vorgefundenen kompletten Form ist dieses Haus im Kreis nur noch höchst selten anzutreffen. | 1756                               | 27. April 1988   | 321             |